# Rachid Sfar
Rachid Sfar (11 de noviembre de 1933-20 de julio de 2023) fue un político tunecino. Primer ministro de ese país desde el 8 de julio de 1986 al 2 de octubre de 1987.

## Biografía
Después de completar sus estudios secundarios en el liceo de la ciudad de Sfax, Rachid Sfar realizó estudios avanzados en humanidades, derecho y economía en Túnez y en París. En París, estudió en la Ecole Nationale des Impôts de 1958 a 1959.
En el recién independizado Túnez, Rachid Sfar asumió varias responsabilidades administrativas, en particular en el Ministerio de Finanzas: director general de Impuestos, director general de Relaciones Económicas y Financieras, director general de Control de Estancos y Secretario General del Ministerio de Finanzas. En diciembre de 1977, Bourguiba lo llamó a dirigir el Ministerio de Industria de Minas y el Ministerio de Energía. En 1980, fue director del Ministerio de Defensa, en 1982 el Ministerio de Salud Pública y de 1984 a 1986 el Ministerio de Economía.
En julio de 1986, ante el deterioro de la situación financiera en el país, el presidente Bourguiba despidió al primer ministro Mohamed Mzali y encargó a Rachid Sfar la implementación de un plan de ajuste estructural como primer ministro. Rachid Sfar restableció los equilibrios macroeconómicos de Túnez al aprobar en la Asamblea Nacional el "Loi de finances complémentaire" (la ley de finanzas complementarias), devaluando el dinar en un 10% y obteniendo el apoyo del Fondo Monetario Internacional y del Mundo. Banco para reconstruir las reservas de divisas y restablecer el crédito.
El presidente Habib Bourguiba despidió a Rachid Sfar el 3 de octubre de 1987. Bourguiba nombró a su ministro del Interior Zine El Abidine Ben Ali como reemplazo de Sfar. El 7 de noviembre de 1987, invocando una disposición de la Constitución tunecina, el anciano y enfermo presidente Habib Bourguiba fue declarado incapaz de cumplir con los deberes de su cargo. Fue sucedido por su primer ministro, quien prestó juramento el mismo día antes de una reunión extraordinaria de la Asamblea Nacional.